# MullMuzzler
A MullMuzzler nemzetközi származású tagokból álló progresszív rock/progresszív metal/hard rock együttes, amelyet 1999-ben alapított a Dream Theater énekese, James LaBrie, szóló projektjeként. Lemezeiket a Magna Carta Records kiadó jelenteti meg.  Első nagylemezüket megalakulásuk évében, 1999-ben adták ki. James LaBrie eleinte saját magáról szerette volna elnevezni az együttest, de a kiadó úgy gondolta, hogy jobb lenne külön nevet adni a zenekarnak.

## Tagok
- James LaBrie - ének (1999-)
- Matt Guillory - billentyűk, ének (1999-)
- Marco Sfogli - gitár (2005-)
- Peter Wildoer - dob, "kemény" ének (2010-)
- Ray Riendeau - basszusgitár (2010-)

## Korábbi tagok
- Mike Keneally - gitár (1999-2005)
- Bryan Beller - basszusgitár (1999-2005)
- Andy DeLuca - basszusgitár (2005-2010)
- Mike Mangini - dob (1999-2005)
- John Macaluso - dob (2005-2010)

## Diszkográfia
- Keep It to Yourself (1999)
- MullMuzzler 2 (2001)

A következő albumok James LaBrie neve alatt jelentek meg:
- Elements of Persuasion (2005)
- Prime Cuts (2008)
- Static Impulse (2010)
- Impermanent Resonance (2013)
- I Will Not Break (2014)